# Смородиновка (наливка)
Смородиновка — алкогольная наливка из красной или черной смородины. Ягодные наливки предлагалось заливать двоеным вином (перегнанным до половины изначального объема) на тех же ягодах, которые собирались настаивать. Однако ввиду кислоты черной смородины ее предлагалось заливать французской (многократно перегнанной) водкой. Отжатые после настаивания ягоды употребляют для изготовления уксуса.